# Saison 2019-2020 de l'Aston Villa FC
Maillots
Chronologie
Saison précédente Saison suivante
La saison 2019-2020 de l'Aston Villa Football Club est la première saison du club en Premier League, premier niveau hiérarchique du football anglais, après sa remontée lors de la saison précédente. C'est la 145e saison de l'histoire du club.
Le club est engagé cette saison en Premier League, en FA Cup, et en Carabao Cup.

## Effectif professionnel actuel
Le premier tableau liste l'effectif professionnel de l'Aston Villa FC pour la saison 2019-2020. Le second recense les prêts effectués par le club lors de cette même saison.

### Joueurs prêtés
Ce tableau recense les joueurs prêtés par Aston Villa durant la saison 2019-2020.

### Transferts

#### Mercato d'été
| Été 2019         |                             |                         |                       |                   |
| Date             | Nom                         | Provenance/Destination  | Division              | Transfert         |
| Arrivées         |                             |                         |                       |                   |
| 5 juin 2019      | Jota Peleteiro              | Birmingham City         | Championship          | non révélé        |
| 10 juin 2019     | Anwar El-Ghazi              | LOSC Lille              | Ligue 1               | 9 000 000 €       |
| 17 juin 2019     | Kortney Hause               | Wolverhampton Wanderers | Premier League        | 3 400 000 €       |
| 1er juillet 2019 | Matt Targett                | Southampton FC          | Premier League        | 15 600 000 €      |
| 2 juillet 2019   | Wesley                      | Club Bruges KV          | Division 1A           | 25 000 000 €      |
| 10 juillet 2019  | Tyrone Mings                | AFC Bournemouth         | Premier League        | 22 300 000 €      |
| 11 juillet 2019  | Ezri Konsa                  | Brentford FC            | Championship          | 13 300 000 €      |
| 16 juillet 2019  | Björn Engels                | Stade de Reims          | Ligue 1               | 8 000 000 €       |
| 24 juillet 2019  | Trézéguet                   | Kasımpaşa SK            | Süper Lig             | 10 000 000 €      |
| 25 juillet 2019  | Douglas Luiz                | Manchester City         | Premier League        | 16 800 000 €      |
| 1er août 2019    | Tom Heaton                  | Burnley FC              | Premier League        | 8 800 000 €       |
| 1er août 2019    | Marvelous Nakamba           | Club Bruges KV          | Division 1A           | 12 000 000 €      |
| Total            | Total                       | Total                   | Total                 | 144 200 000 €     |
| Départs          |                             |                         |                       |                   |
| 1er juin 2019    | Ritchie De Laet             | Royal Antwerp           | Division 1A           | Libre             |
| 1er juin 2019    | Glenn Whelan                | Heart of Midlothian     | Premiership           | Libre             |
| 1er juin 2019    | Albert Adomah               | Nottingham Forest       | Championship          | Libre             |
| 1er juin 2019    | Tommy Elphick               | Huddersfield Town       | Championship          | Libre             |
| 1er juin 2019    | Mile Jedinak                | Retraite                | Retraite              | Retraite          |
| 1er juin 2019    | Mark Bunn                   | Retraite                | Retraite              | Retraite          |
| 1er juin 2019    | Micah Richards              | Retraite                | Retraite              | Retraite          |
| 1er juin 2019    | Alan Hutton                 | Agent libre             | -                     | Libre             |
| 1er juin 2019    | Harry McKirdy (en)          | Carlisle United         | League Two            | Libre             |
| 1er juin 2019    | Harvey Knibbs (en)          | Cambridge United        | League Two            | Libre             |
| 1er juin 2019    | Jordan Lyden (en)           | Swindon Town            | League Two            | Libre             |
| 1er juin 2019    | Mitch Clark (en)            | Leicester City          | Premier League        | Libre             |
| 1er juin 2019    | Sam Lomax                   | Stratford Town (en)     | Premier Central       | Libre             |
| 1er juin 2019    | Alexander Prosser           | Kidderminster Harriers  | National League North | Libre             |
| 3 juin 2019      | Ross McCormack              | Agent libre             | -                     | Libre             |
| 5 juin 2019      | Gary Gardner                | Birmingham City         | Championship          | Non révélé        |
| 26 juin 2019     | Matija Sarkic (en)          | Livingston              | Premiership           | Prêt d'une saison |
| 26 juin 2019     | Corey Blackett-Taylor (en)  | Tranmere Rovers         | League One            | Libre             |
| 3 juillet 2019   | Luke Ige                    | Colchester United       | League Two            | Libre             |
| 1er août 2019    | Jake Doyle-Hayes (en)       | Cheltenham Town         | League Two            | Prêt d'une saison |
| 1er août 2019    | Andre Green                 | Preston North End       | Championship          | Prêt d'une saison |
| 2 août 2019      | Rushian Hepburn-Murphy (en) | Tranmere Rovers         | League One            | Prêt d'une saison |
| 7 août 2019      | Scott Hogan                 | Stoke City              | Championship          | Prêt d'une saison |
| 8 août 2019      | James Bree                  | Luton Town              | Championship          | Prêt d'une saison |
| 8 août 2019      | Birkir Bjarnason            | Al-Arabi SC             | Qatar Stars League    | Libre             |
| 22 août 2019     | Callum O'Hare               | Coventry City           | League One            | Prêt d'une saison |
| 29 août 2019     | Aaron Tshibola              | Waasland-Beveren        | Division 1A           | Non révélé        |
| Total            | Total                       | Total                   | Total                 | non révélé        |

#### Mercato d'hiver
| Hiver 2019      |                             |                        |                       |                  |
| Date            | Nom                         | Provenance/Destination | Division              | Transfert        |
| Arrivées        |                             |                        |                       |                  |
| 2 janvier 2020  | Andre Green                 | Preston North End      | Championship          | Retour de prêt   |
| 3 janvier 2020  | Matija Sarkic (en)          | Livingston             | Premiership           | Retour de prêt   |
| 7 janvier 2020  | Danny Drinkwater            | Chelsea                | Premier League        | Prêt de 6 mois   |
| 13 janvier 2020 | Pepe Reina                  | AC Milan               | Serie A               | Prêt de 6 mois   |
| 20 janvier 2020 | Mbwana Aly Samatta          | KRC Genk               | Division 1A           | 10 500 000 €     |
| 23 janvier 2020 | Louie Barry (en)            | FC Barcelone           | LaLiga                | 1 050 000 €      |
| 28 janvier 2020 | Scott Hogan                 | Stoke City             | Championship          | Retour de prêt   |
| 30 janvier 2020 | Rushian Hepburn-Murphy (en) | Tranmere Rovers        | League One            | Retour de prêt   |
| 31 janvier 2020 | Borja Bastón                | Swansea City           | Championship          | Libre            |
| Total           | Total                       | Total                  | Total                 | 11 550 000 €     |
| Départs         |                             |                        |                       |                  |
| 2 janvier 2020  | Andre Green                 | Charlton Athletic      | Championship          | Prêt de 6 mois   |
| 19 janvier 2020 | Jonathan Kodjia             | Al-Gharafa             | Qatar Stars League    | 3 000 000 €      |
| 21 janvier 2020 | Easah Suliman               | Vitória Guimarães      | Liga NOS              | non révélé       |
| 22 janvier 2020 | Jake Walker                 | Banbury United (en)    | Premier Central       | Prêt de six mois |
| 24 janvier 2020 | Lewis Brunt                 | Gloucester City        | National League North | Prêt de six mois |
| 29 janvier 2020 | Scott Hogan                 | Birmingham City        | Championship          | Prêt de 6 mois   |
| 29 janvier 2020 | Aaron Pressley              | Brentford              | Championship          | non révélé       |
| 31 janvier 2020 | Rushian Hepburn-Murphy (en) | Derby County           | Championship          | Prêt de 6 mois   |
| 31 janvier 2020 | Jacob Ramsey                | Doncaster Rovers       | League One            | Prêt de 6 mois   |
| 31 janvier 2020 | Ben Guy                     | Belper Town (en)       | Division One East     | Prêt de 6 mois   |
| Total           | Total                       | Total                  | Total                 | 3 000 000 €      |

## Matchs amicaux
Le 16 avril 2019, Minnesota United annonce un match amical face à Aston Villa.
Le 7 juin 2019, le club annonce des matchs amicaux contre Shrewsbury Town, Walsall, le Charlton Athletic, et contre le RB Leipzig le 12 juin 2019.
Pour son premier match amical, Aston Villa s'impose trois buts à zéro sur le terrain du Minnesota United FC, grâce à des buts de Jack Grealish, Henri Lansbury et Birkir Bjarnason. Ce match marque les débuts des recrues Jota, Wesley, Ezri Konsa et Frédéric Guilbert (auteur d'une passe décisive).
Lors du deuxième match de préparation, Villa remporte sa confrontation face à Shrewsbury Town sur le score de 1-0, grâce à un but de Scott Hogan. On pourra remarquer la  première passe décisive de Wesley et le premier match de Matt Targett.
Aston Villa s'impose ensuite sur le score de cinq buts à un sur le terrain de Walsall, bien aidé par les performances de Jota et de Wesley, auteurs de deux buts (dont un penalty pour le Brésilien, qu'il avait lui-même obtenu) et de deux passes décisives chacun. L'autre but a été inscrit par Jack Grealish. Ce match a vu les débuts du défenseur belge Björn Engels.
En déplacement sur le terrain du Charlton Athletic, Aston Villa remporte la rencontre 4 buts à 1. Les buteurs pour Villa sont Anwar El-Ghazi, Andre Green, et John McGinn, auteur d'un doublé. Le seul bémol de la rencontre est le but encaissé sur penalty dû à une faute d'Ezri Konsa. Les supporters d'Aston Villa ont pu voir évoluer pour la première fois la recrue Trézéguet.
Pour le cinquième match de pré-saison, en déplacement sur la pelouse du RB Leipzig, Aston Villa s'impose 3 buts à 1, à l'aide d'un doublé sur coup franc de Conor Hourihane et d'un but de John McGinn. Le gardien Tom Heaton a pu participer à son premier match sous ses nouvelles couleurs.
Aston Villa achève sa préparation par un nouveau match, à huis clos, face au RB Leipzig, qui se solde à nouveau par une victoire, sur le score de 1-0 grâce à un but tardif de Jonathan Kodjia. Ce match permet aussi de voir évoluer pour la première fois avec les Villans le nouvel arrivant, Marvelous Nakamba.
Aston Villa a donc remporté tous ses matchs de préparation, un record pour le club.

## Championnat d'Angleterre

### Championnat
Le 13 juin 2019, le calendrier de la Premier League est dévoilé.

#### Journées 1 à 4
Pour son retour en Premier League, Aston Villa se déplace sur la pelouse du Tottenham Hotspur FC. Les Lions parviennent à ouvrir le score en début de rencontre par l'intermédiaire de John McGinn, mais Tanguy Ndombele égalise à vingt minutes du terme, et en fin de rencontre, Villa craque et Harry Kane inscrit un doublé en moins de cinq minutes qui permet à son équipe d'arracher la victoire.
Le premier match de la saison au Villa Park voit la réception de l'AFC Bournemouth. Aston Villa commence le match de la pire des manières en concédant un penalty après seulement 45 secondes de jeu, à la suite d'une faute évitable du gardien Tom Heaton sur Callum Wilson. La sentence est transformée par Joshua King. Villa va même encaisser un second but, inscrit par Harry Wilson d'une frappe depuis l'extérieur de la surface, déviée par Tyrone Mings. En deuxième mi-temps, Douglas Luiz va réduire la marque d'une frappe enroulée, également depuis l'extérieur de la surface. Malgré une possession importante (62,6%) et un plus grand nombre de tirs cadrés que leur adversaire du jour (7 contre 4), Aston Villa s'incline pour la deuxième fois consécutive.
Après deux défaites, Aston Villa reçoit Everton, et doit impérativement renouer avec la victoire. Malgré la domination en début de match des Toffees, c'est bien Aston Villa qui ouvre le score, par l'intermédiaire de Wesley sur un service de Jota. Par la suite, Björn Engels va repousser sur la ligne la tentative de Dominic Calvert-Lewin. En fin de match, Alex Iwobi va voir sa frappe heurter le poteau, et Theo Walcott va manquer sa reprise alors qu'il était esseulé dans la surface de réparation. Dans le temps additionnel, sur un contre, Anwar El-Ghazi va marquer le but de la victoire, sur une passe de John McGinn, après un travail considérable de Wesley. Les Villans remportent donc leur première victoire de la saison en Premier League.
Pour le dernier match avant la première trève internationale, Aston Villa se déplace à Londres pour y affronter Crystal Palace. Après une première période sans grosses occasions, Trézéguet est exclu après un second carton jaune en début de deuxième période en raison d'une faute sur Wilfried Zaha. Les joueurs de Palace vont ensuite dominer les débats, mais Tom Heaton réalise un superbe arrêt sur une frappe lointaine de Luka Milivojević. Après une tentative  au-dessus de la barre, Jordan Ayew (ancien joueur d'Aston Villa où il avait évolué entre 2015 et 2017), lancé en profondeur par Jeffrey Schlupp, va ouvrir la marque d'un plat du pied droit après un contre favorable sur Jack Grealish. Dans la dernière minute du temps additionnel, Henri Lansbury pense pouvoir permettre à Aston Villa d'égaliser, mais l'arbitre refuse le but à cause d'une simulation du passeur décisif Jack Grealish, alors qu'il avait bien été percuté par Gary Cahill. Villa perd donc un point après cette décision arbitrale controversée, et se classe pour la première fois dans la zone de relégation.

#### Journées 5 à 8
Pour son retour à la compétition après la trêve internationale, Aston Villa reçoit West Ham en clôture de la 5e journée du championnat. Le match se solde par un match nul et vierge, les Hammers ayant joué une partie du match à 10 après l'exclsuion d'Arthur Masuaku pour une seconde faute en deuxième période.
Les Villans se déplacent ensuite à Londres pour y affronter Arsenal. Le match débute bien pour les Clarets & Blue avec l'ouverture du score de John McGinn, qui a coupé un centre d'Anwar El-Ghazi, mais aussi avec l'expulsion du défenseur des Gunners Ainsley Maitland-Niles pour une deuxième faute. Au retour des vestiaires, Arsenal va obtenir un penalty à la suite d'une faute de Björn Engels sur la percée de Mattéo Guendouzi. Nicolas Pépé va tromper Tom Heaton et va permettre à son club d'égaliser. Pourtant, une minute après l'égalisation, Jack Grealish déborde sur le côté gauche et adresse un centre repris victorieusement par Wesley qui permet à Villa de reprendre les commandes du match. Mattéo Guendouzi va ensuite voir sa frappe repousée par le montant droit de Tom Heaton, avant que Calum Chambers ne remette les deux équipes de nouveau à égalité, en profitant d'un ballon mal renvoyé par Tyrone Mings. À la suite d'une faute de Björn Engels, Arsenal obtient un coup franc, dont se charge Pierre-Emerick Aubameyang, et qui transperce le mur, terminant sa course au fond des filets afin de permettre au club londonien de remporter le match.
Aston Villa reçoit ensuite Burnley et va tenter de renouer avec la victoire. Les Villans ouvrent le score grâce à une reprise d'Anwar El-Ghazi sur un centre de Frédéric Guilbert. John McGinn va ensuite doubler la mise mais son but est refus pur un hors-jeu au départ de l'action. En deuxième mi-temps, les Clarets vont égaliser par l'intermdiaire d'une tête de Jay Rodriguez, sur un service d'Erik Pieters. John McGinn, revanchard, va ensuite redonner l'avantage aux Villans en reprenant un long centre de Trézéguet. Il ne faudra pourtant que deux minutes aux joueurs de Burnley pour égaliser sur une tête piquée de Chris Wood sur un centre de l'ancien joueur de Villa Matthew Lowton. Aston Villa concède ainsi le match nul après avoir mené à deux reprises, et reste en position de rélégable, à cause d'une série de quatre matchs sans victoire en championnat.
Le prochain match de Villa est un déplacement sur la pelouse de Norwich City, un autre promu. Aston Villa va ouvrir le score grâce à Wesley sur un centre d'Anwar El-Ghazi, puis le brésilien va s'offrir un doublé sur un service de Conor Hourihane. Jack Grealish va ensuite obtenr un penalty à la suite d'une faute de Kenny McLean. Or, Michael McGovern va repousser la tentative de Wesley et préserver les chances des Canaries de revenir au score. Dès le début de la seconde période pourtant, Jack Grealish porte le score à 3-0 à la suite d'un « une-deux » avec Anwar El-Ghazi. Les Lions vont encore aggraver la marque par le biais d'une frappe lointaine de Conor Hourihane. Le remplaçant de ce dernier, Douglas Luiz, va lui aussi marquer d'une tentative de loin (un but qui rappelle celui qu'il a inscrit face à Bournemouth en août). Les joueurs de Norwich City vont sauver l'honneur grâce à Josip Drmić à la suite d'une mauvaise remise en retrait de Tyrone Mings. Les Clarets & Blue mettent fin à leur série de matchs sans victoire en Premier League, et sortent ainsi de la zone de relégation avant la trève internationale, à l'inverse de leur adversaire du jour, qui y entrent.

#### Journées 9 à 12
Après la trève internationale, Villa reçoit les Seagulls de Brighton & Hove Albion. Ce match commence mal pour Aston Villa avec l'ouverture du score d'Adam Webster, de la tête à la réception d'un coup franc de Pascal Groß. Pourtant, Aaron Mooy est expulsé peu après la demi-heure de jeu pour un deuxième avertissement en cinq minutes. Cela fait réagir les Villans en fin de première mi-temps, ainsi, Conor Hourihane égalise dans un premier temps, mais son but est refusé pour une faute de Wesley sur le gardien adverse. Dans le temps additionnel de la première période, Jack Grealish marque à la suite d'un centre au cordeau de Frédéric Guilbert. En deuxième mi-temps, le score n'évolue plus jusqu'à la dernière minute du temps additionnel de la partie : Matt Targett, après un bon travail de Jack Grealish, arrache la victoire d'une frappe puissante. Cette victoire fait énormément de bien à Aston Villa, d'autant plus car leurs deux prochaines rencontres les voient affronter les deux clubs favoris pour le titre : Manchester City et Liverpool.
Les Lions se déplacent donc ensuite sur la pelouse de Manchester City. Affublés pour la première fois de leur maillot third, Aston Villa tient bon durant une mi-temps, mais en tout début de seconde période, après 22 secondes de jeu, Raheem Sterling profite de la déviation malheureuse de Tyrone Mings et ouvre le score. Les Citizens vont ensuite enfoncer le clou, De Bruyne adressant un centre légèrement dévié par David Silva qui finit sa course au fond des filets. Peu après, İlkay Gündoğan clôt le score après un mauvais renvoi sur la ligne. Aston Villa recule donc à la quinzième place.
Après le déplacement à Manchester City, Aston Villa reçoit l'autre principal prétendant au titre : Liverpool. Les Villans ne sont pas favoris, mais ce sont bien eux qui ouvrent le score à la suite d'un long coup franc frappé par John McGinn et repris par Trézéguet, qui marque son premier but avec Villa. Les Clarets & Blue vont ensuite bénficier à deux reprises de la VAR, qui refuse d'abord un but à Roberto Firmino, puis qui annule le penalty obtenu par Sadio Mané pour simulation. Aston Villa pense tenir son exploit, mais ils vont craquer à deux reprises en toute fin de match : sur la reprise de la tête d'Andrew Robertson consécutive au long centre de Sadio Mané, et dans le temps additionnel sur une tête de Sadio Mané sur un corner tiré par Trent Alexander-Arnold. Villa enchaîne donc deux défaites consécutives et glisse à la 16e place.
Dans le cadre de la 12e journée, Aston Villa se déplace au Molineux Stadium pour y affronter les Wolverhampton Wanderers, et stopper leur série de défaites. C'est bien les Wolves qui ouvrent le score en fin de première période, à la suite d'une combinaison entre les portugais João Moutinho et Rúben Neves sur coup franc, qui aboutit à une frappe puissante du second qui termine sa course au fond des filets. Le match va se décanter dans les dix dernières minutes : le rush d'Adama Traoré sur l'aile droite permet à ce dernier de servir idéalement Raúl Jiménez, qui double l'avantage de son équipe. Dans le temps additionnel, la frappe de Trézéguet est sauvée par un défenseur, après un corner mal dégagé par la défense adverse, mais le ballon a bien franchi la ligne, et l'égyptien inscrit son deuxième but en deux matchs. Cela ne sera pas suffisant et Villa continue sa série de défaites, et est désormais premier non relégable, à trois points de la zone rouge.

#### Classement
| Rang | Équipe                 | Pts | J  | G  | N  | P  | Bp | Bc | Diff | Qualification ou relégation    |
| ---- | ---------------------- | --- | -- | -- | -- | -- | -- | -- | ---- | ------------------------------ |
| 15   | Brighton & Hove Albion | 41  | 38 | 9  | 14 | 15 | 39 | 54 | −15  |                                |
| 16   | West Ham United        | 39  | 38 | 10 | 9  | 19 | 49 | 62 | −13  |                                |
| 17   | Aston Villa P          | 35  | 38 | 9  | 8  | 21 | 41 | 67 | −26  |                                |
| 18   | AFC Bournemouth        | 34  | 38 | 9  | 7  | 22 | 40 | 65 | −25  | Relégation en EFL Championship |
| 19   | Watford FC             | 34  | 38 | 8  | 10 | 20 | 36 | 64 | −28  | Relégation en EFL Championship |

### Résumé des résultats

#### Sommaire des résultats
| Total | Total | Total | Total | Total | Total | Total | Total | Domicile | Domicile | Domicile | Domicile | Domicile | Domicile | Extérieur | Extérieur | Extérieur | Extérieur | Extérieur | Extérieur |
| J     | G     | N     | P     | Bp    | Bc    | Diff  | Pts   | G        | N        | P        | Bp       | Bc       | Diff     | G         | N         | P         | Bp        | Bc        | Diff      |
| ----- | ----- | ----- | ----- | ----- | ----- | ----- | ----- | -------- | -------- | -------- | -------- | -------- | -------- | --------- | --------- | --------- | --------- | --------- | --------- |
| 38    | 9     | 8     | 21    | 41    | 67    | -26   | 35    | 7        | 3        | 9        | 22       | 30       | -8       | 2         | 5         | 12        | 19        | 37        | -18       |

#### Évolution du classement et des résultats
| Journée  | 1   | 2   | 3   | 4   | 5   | 6   | 7   | 8   | 9   | 10  | 11  | 12  | 13  | 14  | 15  | 16  | 17  | 18  | 19  | 20  | 21  | 22  | 23  | 24  | 25  | 26  | 27  | 28  | 29  | 30  | 31  | 32  | 33  | 34  | 35  | 36  | 37  | 38  |
| -------- | --- | --- | --- | --- | --- | --- | --- | --- | --- | --- | --- | --- | --- | --- | --- | --- | --- | --- | --- | --- | --- | --- | --- | --- | --- | --- | --- | --- | --- | --- | --- | --- | --- | --- | --- | --- | --- | --- |
| Stade    | E   | D   | D   | E   | D   | E   | D   | E   | D   | E   | D   | E   | D   | E   | E   | D   | E   | D   | D   | E   | E   | D   | E   | D   | E   | D   | E   | E   | D   | D   | E   | D   | E   | D   | D   | E   | D   | E   |
| Résultat | D   | D   | V   | D   | N   | D   | N   | V   | V   | D   | D   | D   | V   | N   | D   | D   | D   | D   | V   | D   | V   | D   | N   | V   | D   | D   | D   | D   | N   | D   | N   | D   | D   | D   | V   | N   | V   | N   |
| Rang     | 15e | 17e | 16e | 18e | 17e | 18e | 18e | 15e | 11e | 15e | 15e | 17e | 15e | 15e | 15e | 17e | 17e | 18e | 18e | 18e | 17e | 18e | 18e | 16e | 17e | 17e | 17e | 19e | 19e | 19e | 19e | 18e | 18e | 19e | 19e | 19e | 17e | 17e |

## Compétitions

### Carabao Cup
Le 13 août 2019, le tirage au sort est réalisé par Gary Neville et Paul Robinson dans le stade de Salford City, Moor Lane (en). Il oppose Aston Villa à Crewe Alexandra, pensionnaire de quatrième division.
Pour sa rencontre sur la pelouse de Crewe Alexandra, Dean Smith décide d'aligner une équipe remaniée, avec la titularisation de huit joueurs qui n'avaient pas encore évolué lors d'un match officiel cette saison. La rencontre débute de la meilleure des manières pour les Villans, avec un but inscrit dès la 4e minute par Ezri Konsa à la suite d'un cafouillage après un corner joué rapidement. Cela lui permet de marquer son premier but sous ses nouvelles couleurs. Ensuite, Crewe Alexandra se crée une belle occasion avec la reprise piquée de Chris Porter qui oblige Jed Steer à sortir le ballon en corner. Sur celui-ci, Owen Dale (en) croit égaliser mais il est signalé en position de hors-jeu. Les Clarets & Blue vont pourtant doubler la mise à la suite d'un long ballon de Jota vers Henri Lansbury, qui, face au gardien, glisse le ballon à Conor Hourihane qui marque dans le but vide. Ce dernier va inscrire un doublé juste avant la mi-temps, d'une tête à la réception d'un long centre d'Anwar El-Ghazi. En deuxième période, en duel face au gardien, Anwar El-Ghazi va voir sa frappe échouer sur le poteau. Dean Smith décide ensuite de faire entrer Jack Grealish sur le terrain, et bien lui en prend, car, une minute après son entrée en jeu, il centre fort vers Keinan Davis, qui reprend victorieusement au point de penalty. Ensuite, c'est Frédéric Guilbert, qui a suppléé Matt Targett, sorti sur blessure à la 43e minute, qui se met en valeur, en marquant lui aussi son premier but avec Aston Villa, à la suite d'un corner joué vite par Henri Lansbury. Ryan Wintle va sauver l'honneur de Crewe Alexandra en éliminant toute la défense de Villa. Finalement, Jack Grealish va clore le succès de son équipe sur une talonnade d'Henri Lansbury, qui signe sa 3e passe décisive de la soirée.
Le tirage au sort du troisième tour est réalisé dans le stade de Lincoln City, Sincil Bank (en). Il oppose Aston Villa à Brighton & Hove Albion, qui évolue aussi en Premier League.
Pour la rencontre comptant pour le troisième tour, les Villans se déplacent sur la pelouse de Brighton & Hove Albion, dont l'équipe une alignée est remaniée. Le match commence bien pour les visiteurs avec l'ouverture du score de Jota, à la suite d'un centre de Conor Hourihane repoussé par le gardien adverse. Les Lions ne vont pas tarder à inscrire un deuxième but par l'intermédiaire de Conor Hourihane sur un service de Keinan Davis. Après avoir touché par la barre transversale par Aaron Connolly, les Seagulls vont réduire l'écart grâce à Haydon Roberts. Mais les joueurs de Villa vont reprendre leur avantage grâce à une demi-volée de Jack Grealish. Aston Villa s'impose donc 3 buts à 1, et poursuivent leur aventure en Carabao Cup.
Le tirage au sort du quatrième tour, correspondant aux huitièmes de finale, est fait dans l'enceinte des Milton Keynes Dons, le Stadium MK. Il oppose Aston Villa à leurs rivaux de Wolverhampton.
Lors de la réception des Wolverhampton Wanderers, Villa ouvre le score grâce à Anwar El-Ghazi, bien servi en profondeur par Henri Lansbury. En deuxième mi-temps, les Wolves égalisent, Patrick Cutrone déviant légèrement le tir de Taylor Perry (en) devant le gardien des Lions Jed Steer. Mais Aston Villa reprend l'avantage trois minutes après l'égalisation : le capitaine Ahmed Elmohamady coupe le coup franc botté par Henri Lansbury, auteur de sa 2e passe décisive du match, et Aston Villa se qualifie pour les quarts de finale.
La détermination des rencontres de cinquième tour (quarts de finale) est réalisée le 31 octobre 2019 par David James et Zoe Ball (en) sur la BBC Radio 2, et voit Aston Villa recevoir Liverpool. Ces derniers pourraient pourtant déclarer forfait en raison du nombre de matchs trop importants, notamment à cause de leur participation à la Coupe du monde des clubs.

### Statistiques individuelles
Mis à jour au 26 octobre 2019

## Autres statistiques
Mis à jour le 29 septembre 2019.

### Affluence
Affluence d'Aston Villa à domicile

## Équipe réserve et centre de formation

### EFL Trophy
Cette saison marque la première participation d'Aston Villa à l'EFL Trophy. Cette compétition regroupe tous les clubs de League One et de League Two (respectivement troisièmes et quatrièmes échelons nationaux), et les académies de 16 clubs.
Les groupes sont annoncés le 12 juillet 2019 : l'académie d'Aston Villa est placée dans le groupe C de la division nord. Ses adversaires sont Bury, les Tranmere Rovers (pensionnaires de League One) et Salford City (évoluant en League Two). Le 27 août 2019, Bury est exclu par l'English Football League pour des raisons financières et le groupe se réduit donc à trois équipes.
| Rang | Div | Équipe              | Pts | J | G | VP | DP | P | Bp | Bc | Diff | Qualification ou relégation         |
| ---- | --- | ------------------- | --- | - | - | -- | -- | - | -- | -- | ---- | ----------------------------------- |
| 1    | L2  | Salford City        | 6   | 2 | 2 | 0  | 0  | 0 | 4  | 0  | +4   | Qualification pour le Deuxième Tour |
| 2    | L1  | Tranmere Rovers     | 3   | 2 | 1 | 0  | 0  | 1 | 2  | 3  | −1   | Qualification pour le Deuxième Tour |
| 3    | ACA | Aston Villa -21 ans | 0   | 2 | 0 | 0  | 0  | 2 | 1  | 4  | −3   |                                     |